# Katedrála Nejsvětějšího Jména Ježíšova (Coimbra)
Katedrála Nejsvětějšího Jména Ježíšova (Sé de Santíssimo Nome de Jesus) označovaná běžně jako Nová katedrála (Sé Nova) je sídlo římskokatolické diecéze Coimbra v středoportugalském městě Coimbra. 

## Poloha
Nová katedrála se nachází na kopci v historickém centru města Coimbra naproti starobylé univerzitě v nadmořské výšce asi 140 metrů. Stará katedrála Sé Velha je vzdálena jen asi 150 m.

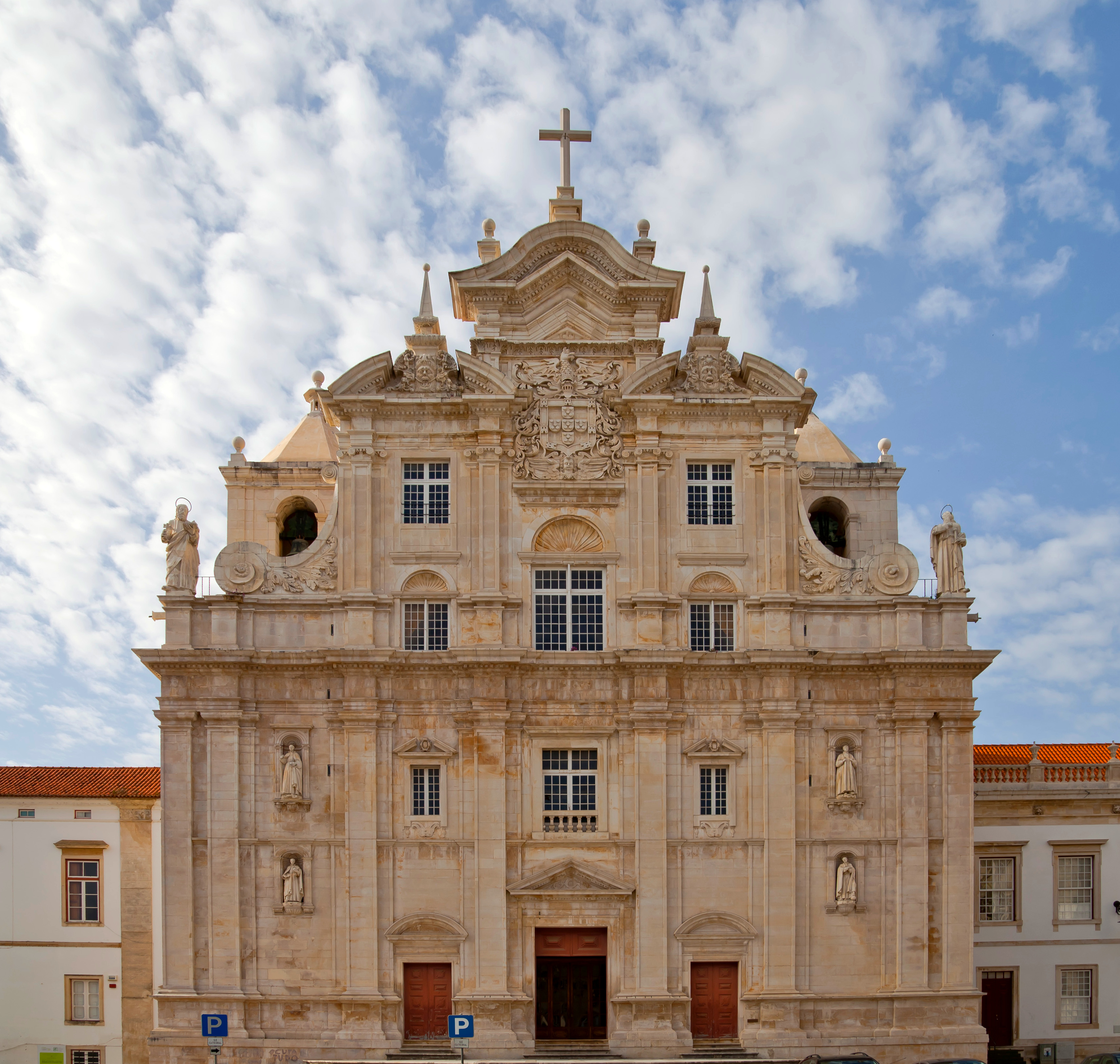
Průčelí

## Historie
Biskupství Coimbra existuje již od 6. století; přežilo i období islámské a maurské nadvlády až do znovudobytí města (reconquista) v roce 1064. Po roce 1541 se v Coimbře usadil jezuitský řád. Na jezuitském kostele, nynější katedrále, který navrhl a započal Baltazar Álvares, a celém komplexu konventu se pracovalo přibližně 100 let (1598–1698). Po zrušení jezuitského řádu a vyhnání jezuitů z Portugalska v 50. letech 18. století začala být budova od roku 1772 využívána jako biskupský kostel.

## Architektura

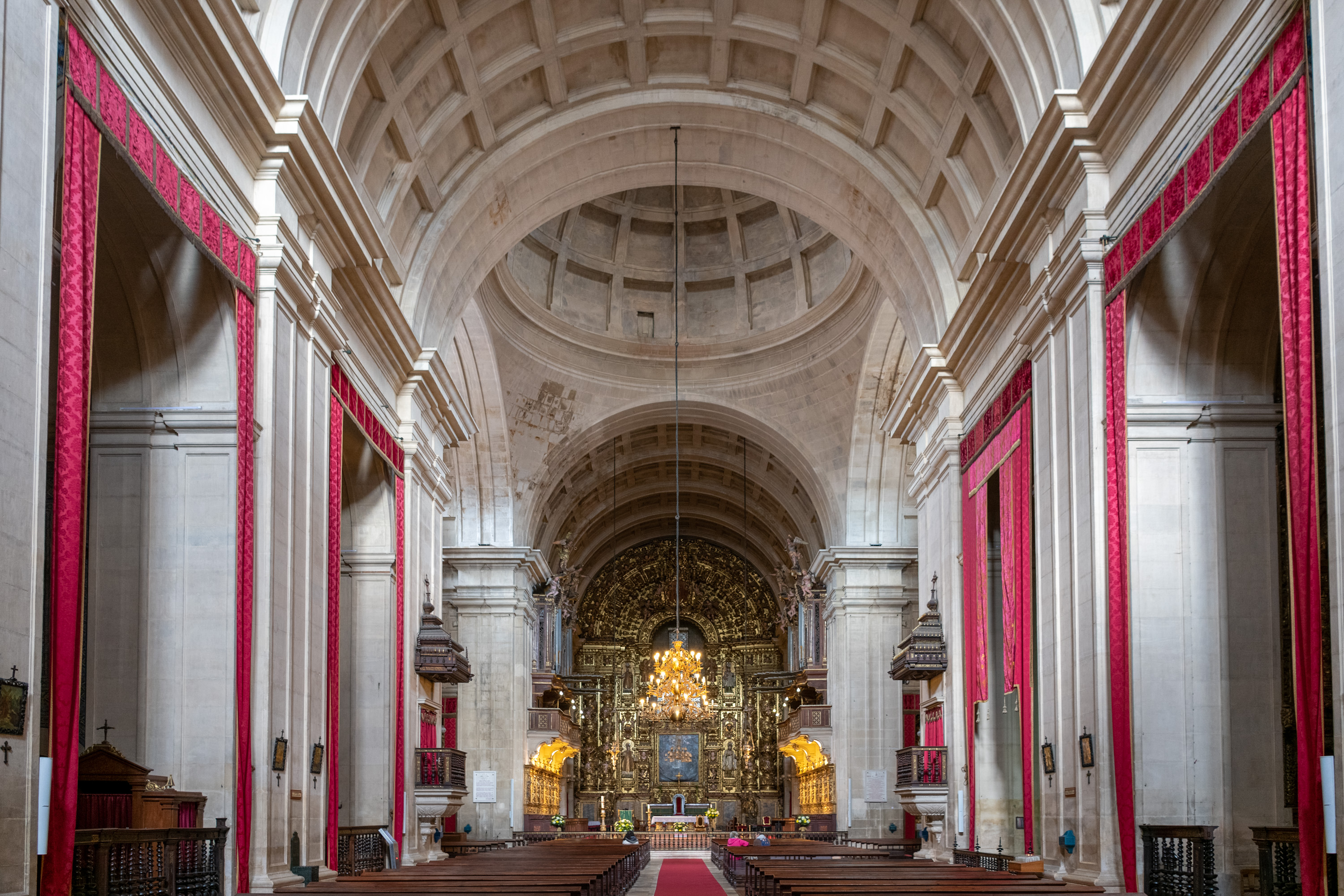
Interiér

Z obrovského komplexu bývalého jezuitského konventu zabírá kostel jen asi čtvrtinu půdorysu. Fasáda v pozdně renesančním stylu, v dolní části členěná pouze čtyřmi figurálními nikami, je celkově spíše přísně lineární, ale v horní části dochází k baroknímu uvolnění forem. K tomu patří boční voluty stejně jako kamenný znak nebo rozeklané štíty obou lunet; zmínit je třeba i menší dekorativní prvky jako dekorativní obelisky nebo koule. Sotva patrná zvonice v pozadí fasády naznačuje, že byla původně plánována zcela jinak.
Navzdory třem portálům na vnější straně je interiér kostela pouze jednolodní; má však boční kaple, transept a kupole nad křížením s lucernou. Všechny klenby jsou řešeny jako kazetové.

## Vybavení
K vybavení kostela patří retábl v churriguerovském stylu bohatě osazený řezbářskými figurami a točenými sloupy v rovně zakončené apsidě. Pozornost si zaslouží také boční oltáře a křtitelnice kostela.

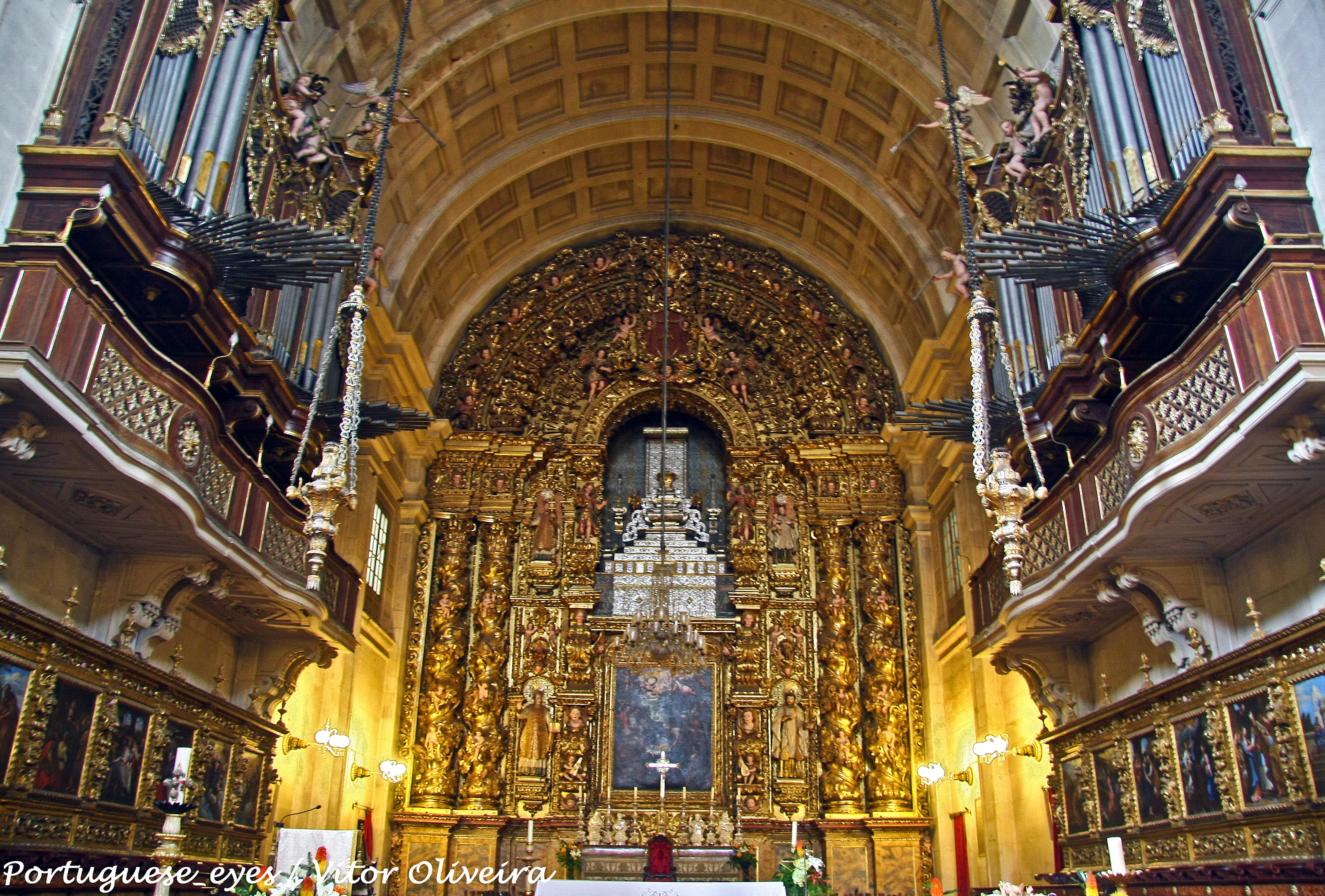
Chórové lavice, historické dvojité varhany a hlavní oltář
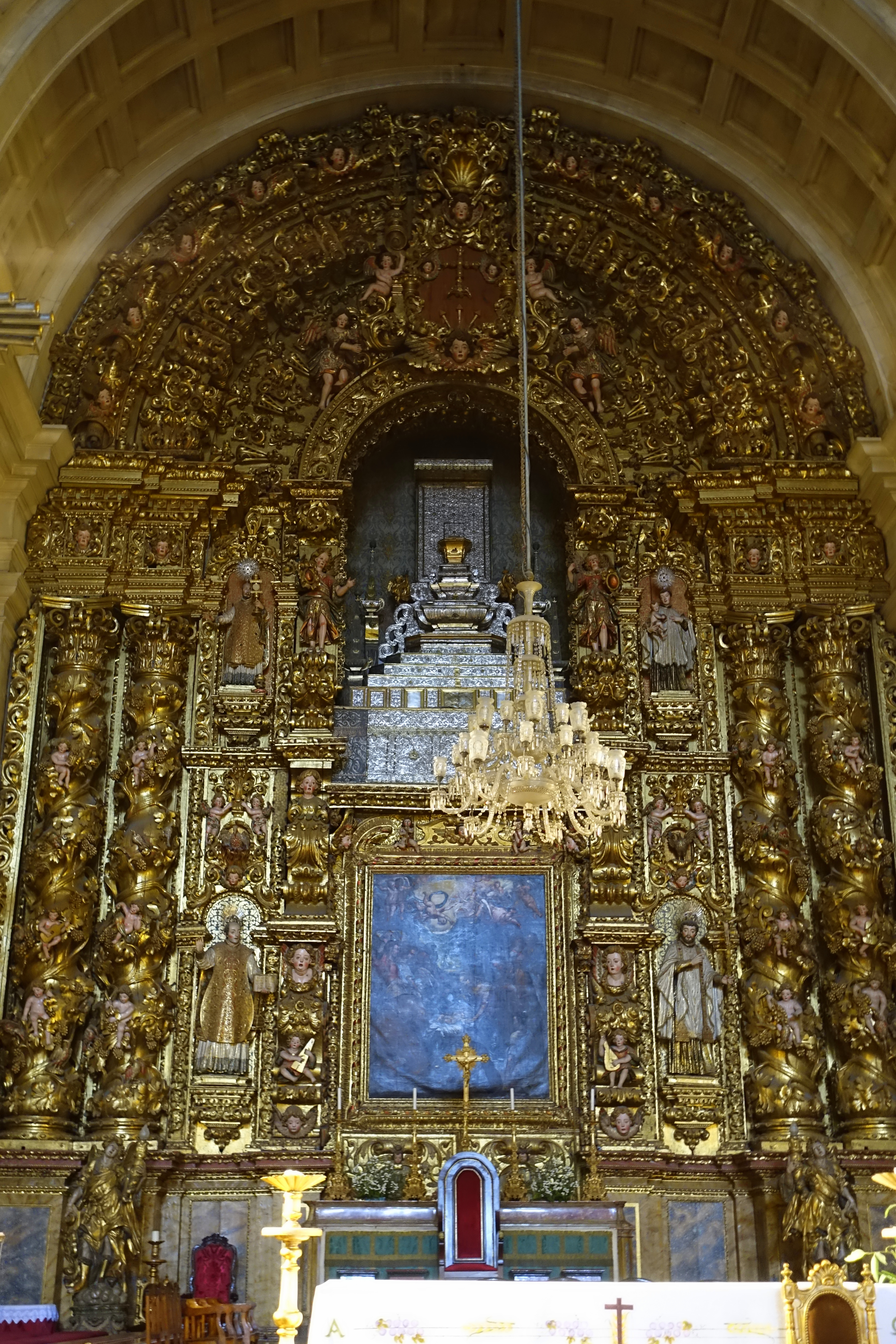
Barokní oltář
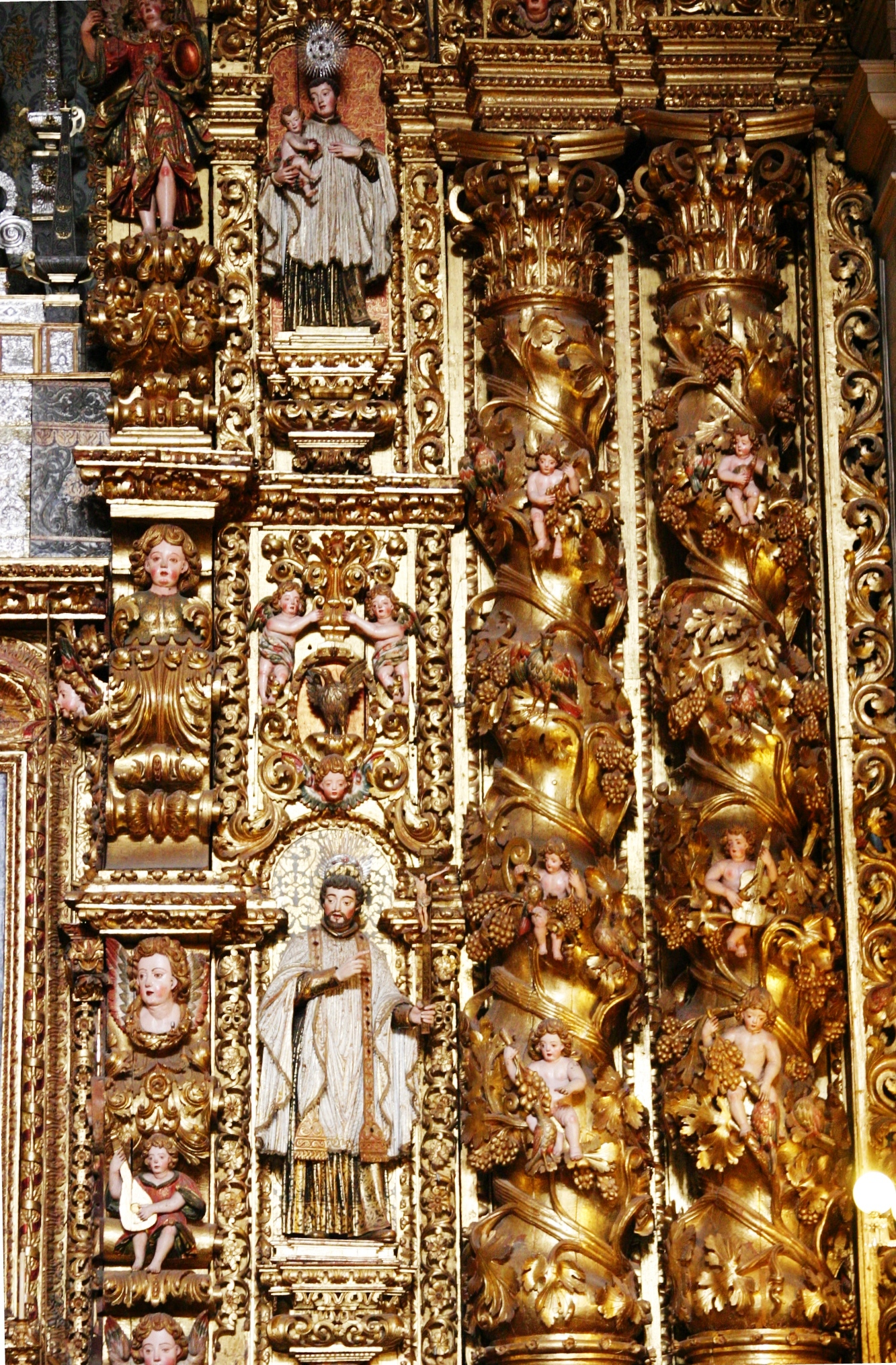
Detail oltáře
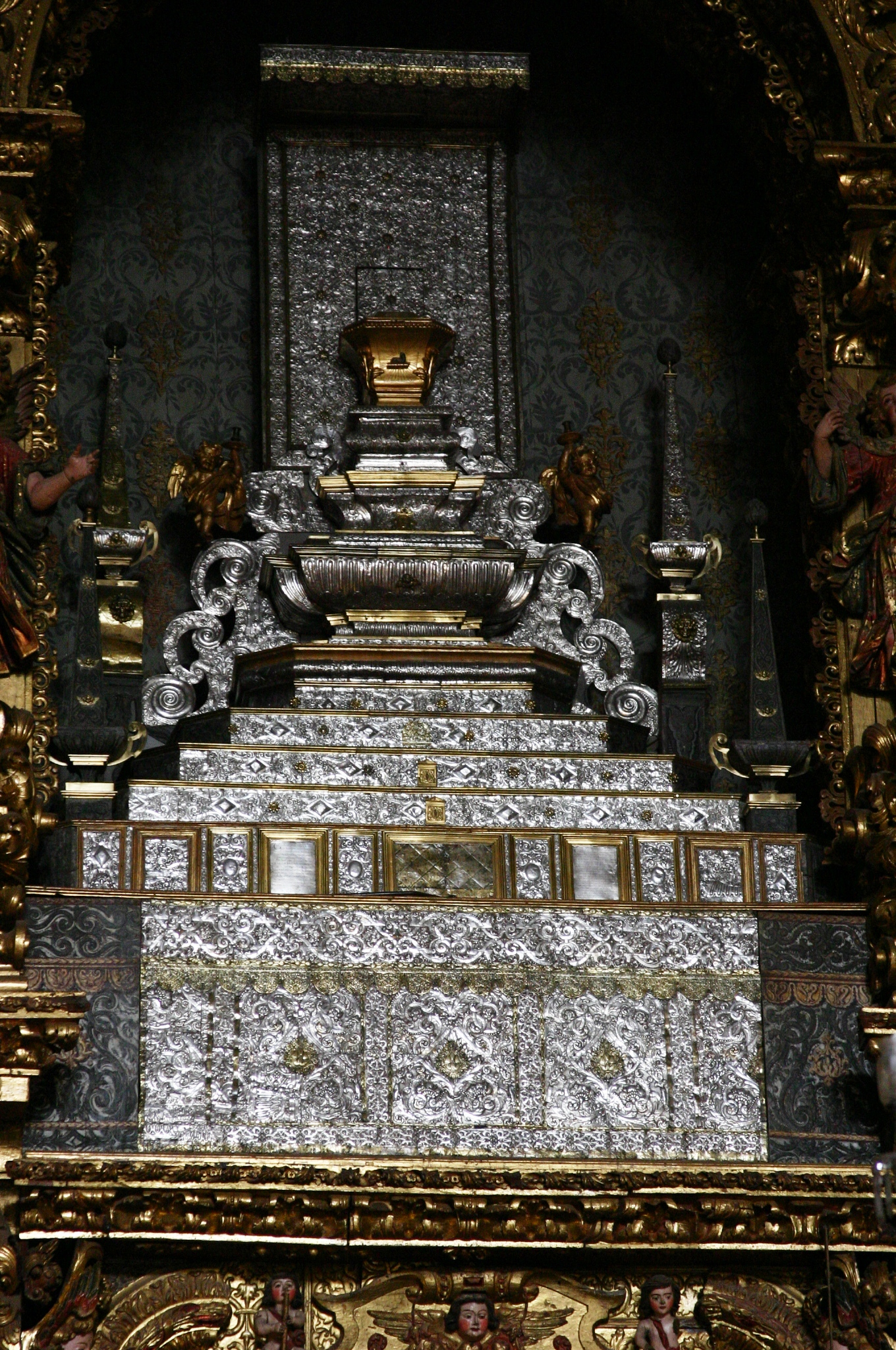
Detail oltáře
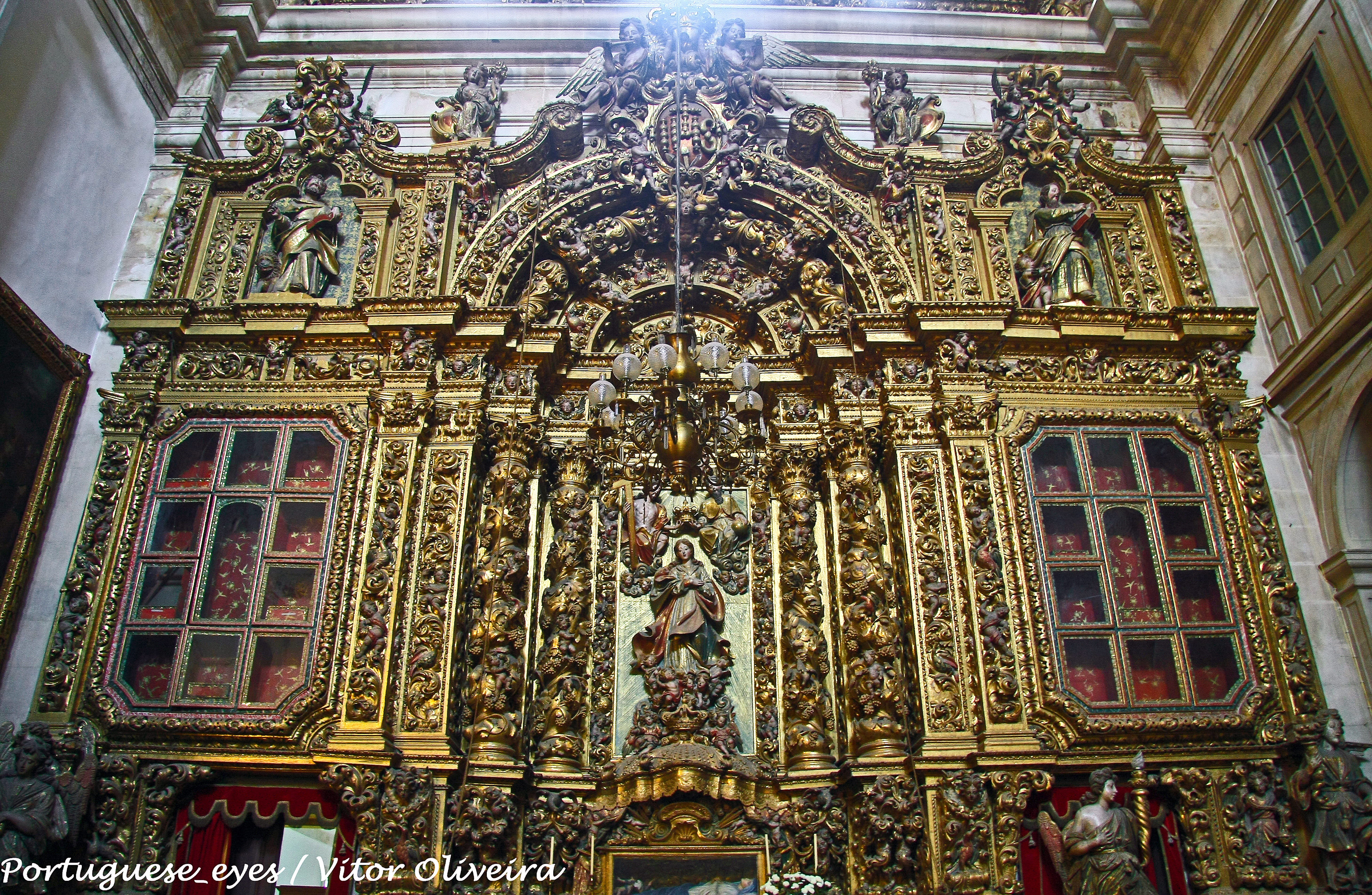
Boční oltář
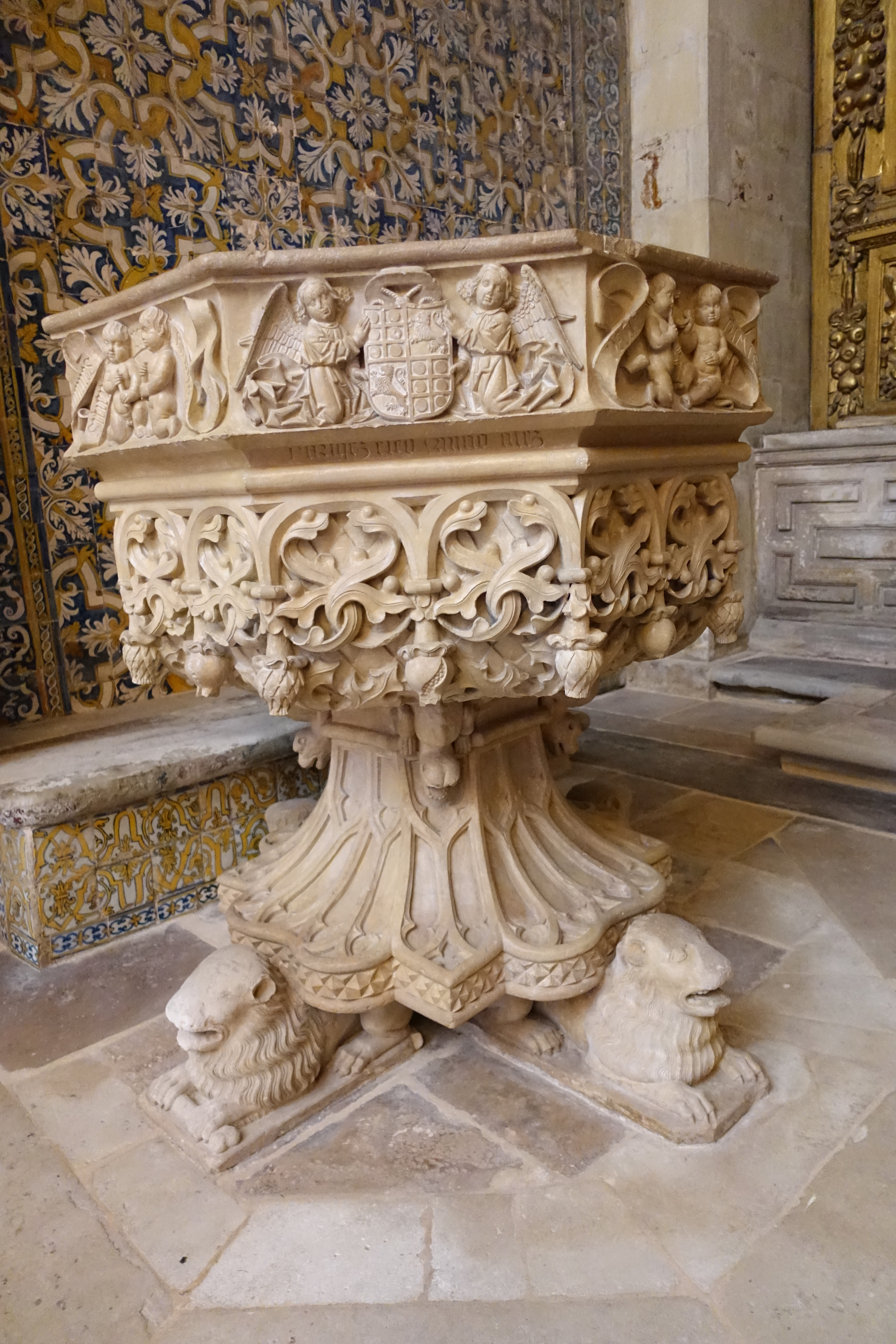
Křtitelnice